# Neil Young (Pitch)
Neil Young è un singolo del gruppo musicale italiano Pitch, pubblicato nel 1998 dalla Mad Production/CGD, estratto dal loro album di esordio Bambina atomica dell'anno precedente.

## Descrizione
Omaggio all'omonimo cantautore canadese, si tratta di una ballata pop rock con venature grunge, che fece notizia soprattutto per il videoclip con il quale venne promossa la canzone che vede la presenza della pornostar Selen, all'epoca all'apice di carriera. Il video fu pubblicizzato come il "primo videoclip in cui recita una pornostar". L'attrice di film a luci rosse partecipò al video a titolo di amicizia, senza percepire alcun compenso.

## Video
Nel video Selen compare inizialmente in veste di cantante del gruppo. Durante un concerto viene notata da uno spettatore, ma rifiuta le sue avances, e preferisce flirtare con la vocalist dei Pitch, Alessandra Gismondi. L'ammiratore respinto si vendica investendo la ragazza con la macchina, e Selen finisce su una sedia a rotelle. Non potendo più esibirsi con la band, il suo posto viene preso da Alessandra, e Selen è costretta suo malgrado ad assistere alle esibizioni dei Pitch a bordo del palco. Come se non bastasse, il suo investitore finisce per corteggiare la sua sostituta, che sembra apprezzare l'interessamento dell'uomo.